# Mutiny
Mutiny er en amerikansk stumfilm fra 1917 af Lynn Reynolds.

## Medvirkende
- Myrtle Gonzalez som Esther Whitaker
- Jack Curtis som Aaron Whitaker
- George Hernandez som bestefar Whitaker
- Fred Harrington som Caleb Whitaker
- Val Paul som Jacob Babcock